# Marœuil
Marœuil è un comune francese di 2 582 abitanti situato nel dipartimento del Passo di Calais nella regione dell'Alta Francia. Si trova nel territorio della Diocesi di Arras.

## Società

### Evoluzione demografica
Abitanti censiti

## Storia
Il nome Marœuil, non ha cessato di evolversi nel corso dei secoli. Maraculum dal 680, Maroel nel 1104, Maroeul nel 1307 e infine Marœuil nel 1670. La storia del comune è strettamente legata alla storia di Bertilla, figlia di Ricomero, signore degli Atrebati (VII secolo).
Bertilla è stata una donna molto pia e caritatevole. Ella distribuì i suoi beni e le sue terre poi si  stabilì a Marœuil ove fece erigere una chiesa in onore di sant'Amando. Morta nel 697, le sue reliquie sono diventate oggetto di culto a seguito di numerosi miracoli verificatisi sulla sua tomba.